# Bisericile Baroce din Filipine
Bisericile Baroce din Filipine este termenul oficial dat celor patru biserici baroce din epoca colonială spaniolă din Filipine care au fost incluse în lista patrimoniului Mondial UNESCO în 1993. Bisericile sunt, de asemenea, considerate Comori Culturale Naționale ale țării.

## Context istoric
A existat un amestec de factori care au condus la prezența de elemente de baroce în arhitectura din Filipine, în special în arhitectura bisericească. În perioada colonială spaniolă (1521-1898), misionarii spanioli au adus cu ei nu doar religia, ci și arhitectura lor, inspirată din țara lor natală. Spaniolii au dorit să creeze biserici trainice ca o dovadă a puterii lui Dumnezeu, considerând că edificiile existente la acel moment dat în Filipine nu erau locuri adecvate pentru închinare. Deoarece cei mai mulți misionari spanioli nu erau instruiți în arhitectură sau inginerie, localnicii, inclusiv filipinezi și migranți chinezi, alături de călugării spanioli, au ajutat la proiectarea și construcția clădirilor. Combinația de idei ale misionarilor și ale localnicilor au fuzionat modelele spaniole cu un stil oriental unic. Estetica bisericilor a fost de asemenea influențată de accesul limitat la anumite materiale și de necesitatea de reconstruire și adaptare la dezastre naturale, precum incendii și cutremure, creând un stil uneori denumit baroc de cutremur.
Cele patru biserici baroce din Filipine sunt clasificate drept patrimoniu mondial UNESCO, deoarece acestea au o importantă semnificație culturală și au influențat designul arhitectural în Filipine. Bisericile ilustrează anumite caracteristici specifice fortărețelor în stil baroc, precum ziduri groase și fațade înalte, care oferă protecție împotriva atacatorilor și dezastrelor naturale. Cele patru biserici exemplifică stilul baroc și prin iconografia elaborată și scenele detaliate din viața lui Hristos, amestecând valorile catolice spaniole tradiționale cu elemente locale, precum frunze de palmier sau sfinți îmbrăcați în ținute tradiționale sculptați în scene biblice. Decorațiunile numeroase reflectă atitudinea filipineză față de estetică, cunoscută sub numele de horror vacui, sau teama de spații goale. Dorința de a umple spații goale este evidentă în decorarea bisericilor, care sunt pline de motive culturale din lumea occidentală, împreună cu elemente tradiționale filipineze.

### Biserica San Agustin din Manila

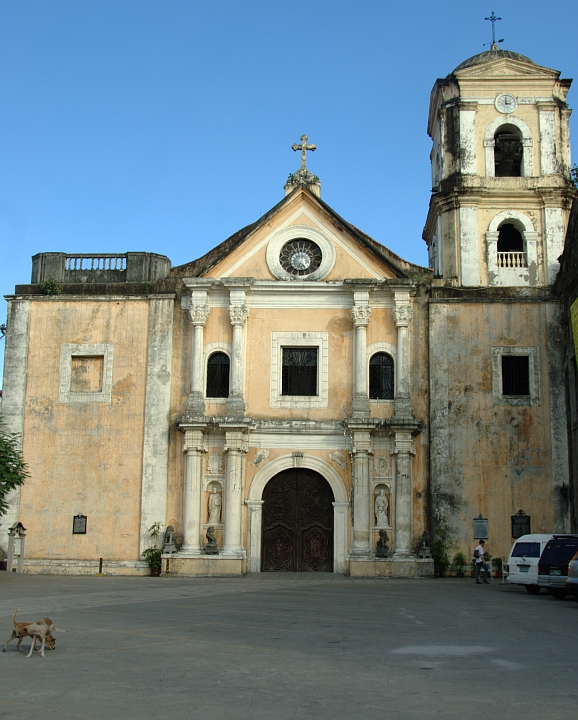
Biserica San Agustin din Manila

Biserica San Agustin din Manila, cunoscută și sub numele de Biserica Concepției Imaculate San Agustin, a fost prima biserică construită pe insula Luzon, în 1571, imediat după cucerirea spaniolă a Manilei. Un loc din districtul Intramuros a fost repartizat Ordinului Augustinian, primul care a evanghelizat Filipinele. În 1587, o clădire mai veche, nepermanentă, din lemn și frunze de palmier, a fost înlocuită cu o biserică și mănăstire din piatră, aceasta din urmă devenind casa augustinienilor în Filipine.
Interiorul bisericii prezintă opere de artă datând din secolul al XIX-lea, cu tablouri trompe l'oeil create de pictorii italieni Alberoni și Dibella, dar acoperă picturile tempera murale originale. Biserica a fost foarte înzestrată, cu retablu, amvon, pupitru și boxe pentru cor frumos decorate. Biserica include, de asemenea, detalii orientale, sub formă de lei Rui Shi care flanchează intrarea în clădire. De interes special este seria de capele-cripte laterale amplasate pe ambele părți ale naosului. Pereții care le separă acționează ca contraforturi. Piatra de boltă, cupola, și vestibulul arcuit sunt toate unice în Filipine. Un complex mănăstiresc era înainte legat de biserică printr-o serie de pasaje, arcade, curți și grădini. Biserica a fost singura structură din Intramuros care a supraviețuit Eliberării Manilei în 1945.
În capela bisericii odihnește spaniolul Miguel Lopez de Legazpi, fondatorul orașului Manila, capitala Filipinelor.

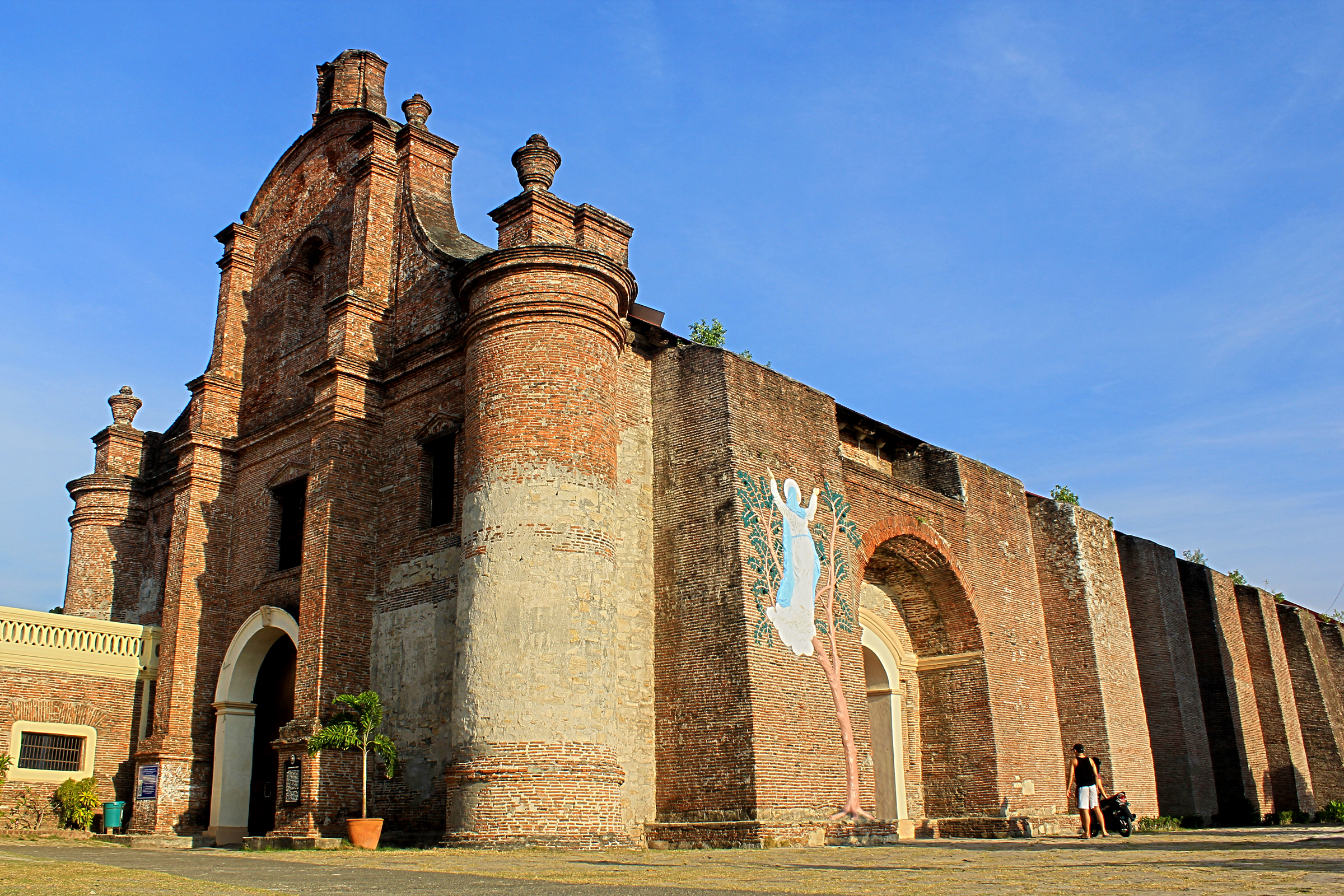
Biserica Santa Maria

### Biserica Santa Maria
Biserica Santa Maria este situată în municipiul Santa Maria, Ilocos Sur. Spre deosebire de alte biserici urbane în Filipine, care sunt conforme cu tradiția spaniolă de a le amplasa în piața centrală, această biserică și mănăstirea sunt situate pe un deal, înconjurate de un zid de apărare. De asemenea, sunt neobișnuite și amplasarea în laterală a mănăstirii și a clopotniței separate (caracteristică a arhitecturii filipino-spaniole) în dreptul mijlocului peretelui naosului. S-a ajuns la această dispunere a clădirilor din cauza geografiei dealului pe care sunt construite.
Biserica de cărămidă urmează aspectul standard filipinez, cu o fațadă monumentală care maschează un acoperiș drept acoperind o clădire lungă dreptunghiulară. Pereții sunt lipsiți de decorațiuni, dar au intrări laterale frumos sculptate și contraforturi puternice pentru a îi proteja împotriva cutremurelor.

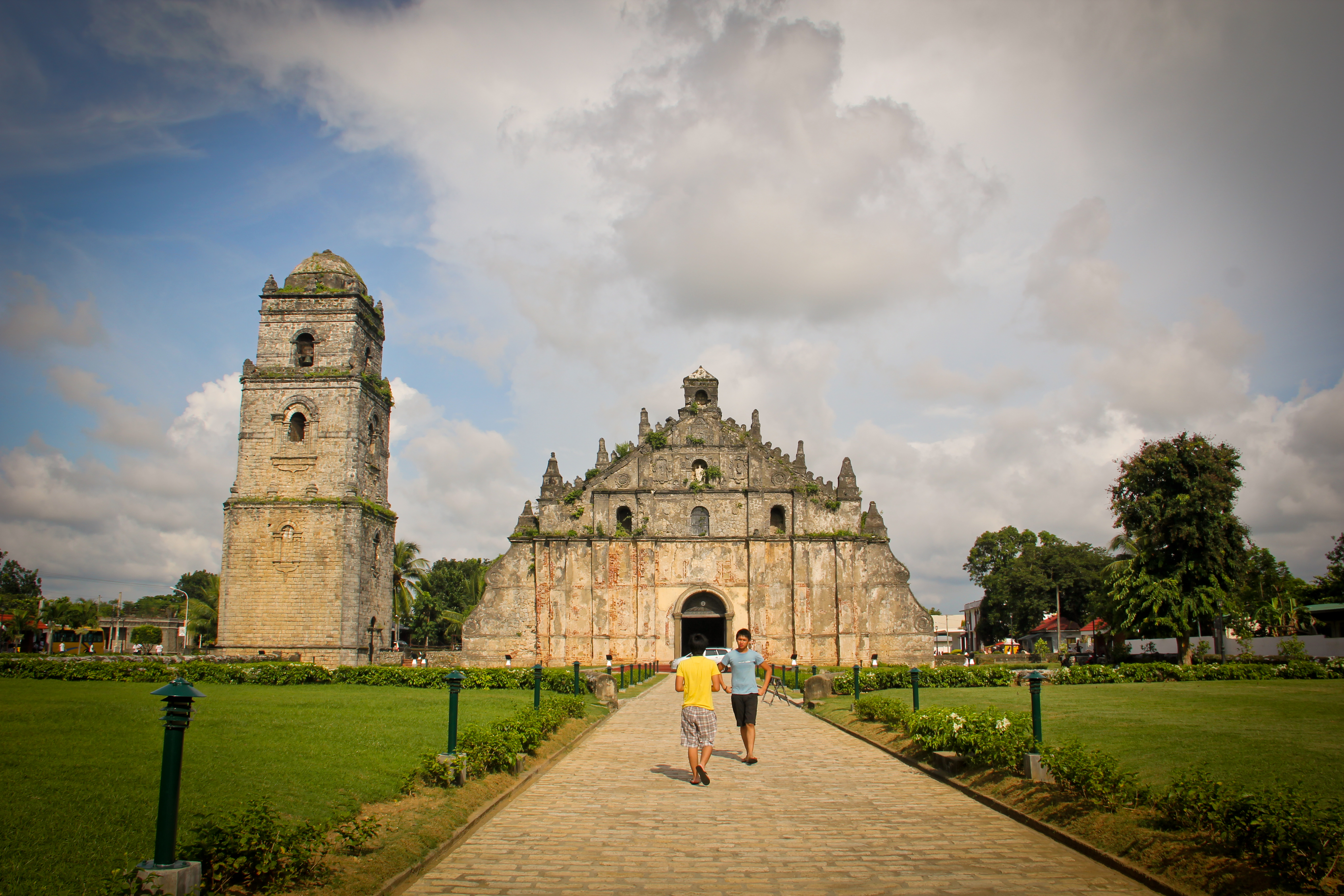
Biserica Paoay

### Biserica Paoay
Biserica Paoay, cunoscută și sub numele de Biserica San Agustin, este situată în Paoay, Ilocos Norte. Acesta este cel mai remarcabil exemplu din Filipine al stilului arhitectural baroc de cutremur. Paisprezece contraforturi decorate cu volute sunt amplasate de-a lungul bazei clădirii. O pereche de contraforturi la mijlocul naosului au scări pentru acces pe acoperiș. Partea inferioară a absidei și cele mai multe dintre ziduri sunt construite din blocuri de piatră de coral, iar nivelurile superioare sunt făcute din cărămidă. Această ordine este inversată în cazul fațadei. Clopotnița masivă, din piatră de coral, a fost construită o jumătate de secol după ce biserica a fost finalizată și se află la o oarecare distanță de biserică, din nou, ca o protecție împotriva distrugerii în timpul cutremurelor. Clopotnița are o arhitectură notabilă, cu straturi conice care aduc aminte de pagodele specifice stilului oriental. Exteriorul bisericii este realizat din piatră de coral și cărămidă, lipite cu un mortar făcut din suc de trestie de zahăr, mango, frunze și paie de orez, printre alte ingrediente. Fațada bisericii are, de asemenea, caracteristici gotice, cu pilaștri care se extind de sus în jos, creând o puternică mișcare verticală. În timp ce exteriorul este decorat cu rozete și motive florale care amintesc de templele javaneze, interiorul este simplu și solemn. Inițial pictat, tavanul de astăzi aduce aminte de marele scene care erau odată ilustrate.

### Biserica Miagao

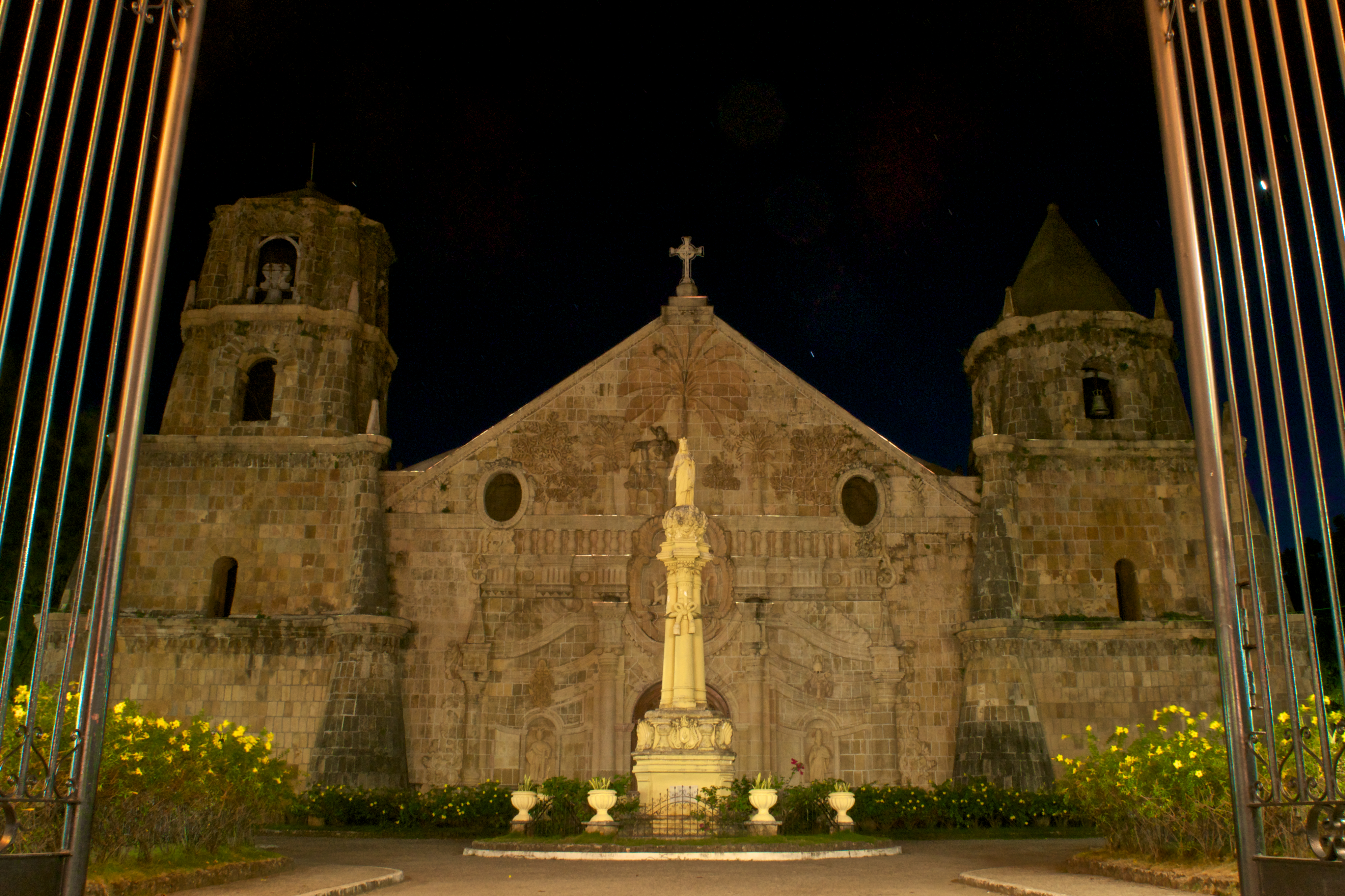
Biserica Miagao

Biserica Miagao, cunoscută și sub numele de Biserica Santo Tomas de Villanueva, se află pe cel mai înalt punct din orașul Miagao, Iloilo. Turnurile bisericii au servit ca puncte de observație împotriva atacurilor musulmanilor. Biserica este considerată a fi cel mai bun exemplu de „Cetate Barocă” care a supraviețuit. Fațada somptuoasă sintetizează adaptarea locală a elementelor decorative occidentale, precum Sf. Cristofor îmbrăcat în haine native, purtându-l pe pruncul Iisus în spate, sprijinindu-se de un palmier de cocos. Fațada bogat decorată este flancată de două clopotnițe masive, conice, inegale ca înălțime. Cele două clopotnițe sunt asimetrice deoarece au fost proiectate de doi preoți diferiți cu ocazii separate. În interior, biserica are un altar mare, considerat a fi originalul din anii 1700 și pierdut într-un incendiu, dar recuperat în 1982. Altarul este aurit, cu motive baroce, compus din trei terase care conțin efigiile lui Sf. Toma de Villanova, Sf. Iosif și răstignirea în centru.

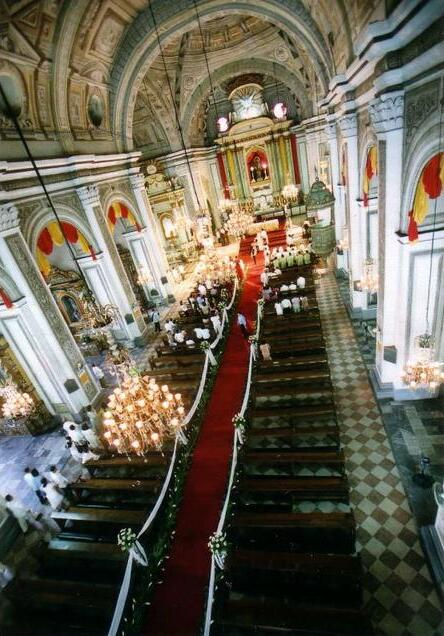
Interiorul Bisericii San Agustin din Manila.